# 王良太
王良太（1917年—1991年），中国人民解放军将领、中国人民解放军开国少将。
曾任中国人民解放军沈阳军区工程兵主任。1955年，授予中国人民解放军少将。